# Baronía de la Almolda

Escudo de La Almolda que dio nombre a esta baronía.

La baronía de la Almolda es un título nobiliario español creado el 27 de marzo de 1417 por el rey de Aragón Alfonso V el Magnánimo a favor de Berenguer de Bardají y López de Sesé, I barón de Antillón, Justicia del Reino de Aragón, señor de la Almolda y de Antillón.
Este título fue rehabilitado en 1923 por el rey Alfonso XIII a favor de César de Prat y Dasi, hijo de José de Prat y Bucelli X conde de Berbedel y de Sofía Dasi y Puigmoltó, que se convirtió en el noveno barón de la Almolda.
Su denominación hace referencia al municipio de La Almolda en la provincia de Zaragoza.

## Barones de la Almolda
|                                     | Titular                              | Periodo                             |
| Creación por Alfonso V el Magnánimo | Creación por Alfonso V el Magnánimo  | Creación por Alfonso V el Magnánimo |
| ----------------------------------- | ------------------------------------ | ----------------------------------- |
| I                                   | Berenguer de Bardají y López de Sesé | 1417-                               |
| II                                  | Juan de Bardají                      | 1432-1451                           |
| Rehabilitado por Alfonso XIII       |                                      |                                     |
| IX                                  | César de Prat y Dasi                 | 1923-                               |
| X                                   | José Antonio de Prat y Gómez-Trénor  | 1967-1989                           |
| XI                                  | Bárbara de Prat y Guerrero           | 1989-actual titular                 |

## Historia de los barones de la Almolda
- Berenguer de Bardají y López de Sesé (1365-1432), I barón de la Almolda, I barón de Antillón.

1. Casó con Isabel Ram. Le sucedió su hijo:

- Juan de Bardají (f. en 1451), II barón de la Almolda

- Francisquina de Bardají, baronesa de la Almolda.

Rehabilitado en 1923 por:
- César de Prat y Dasi (n. en 1889), IX barón de la Almolda. Sin descendientes. Le sucedió su sobrino nieto:

- José de Prat y Gómez-Trénor (n. en 1950), X barón de la Almolda, XIII conde de Berbedel, barón de Antillón, IV barón de Sohr.

1. Casó con Bienvenida Guerrero y Ramón. Le sucedió, por cesión, su hija:

- Bárbara de Prat y Guerrero (n. en 1975), XI baronesa de la Almolda, baronesa de Antillón.

1. Casó con Jaime Martos Pérez.